# 鳥久
株式会社鳥久（とりきゅう）は、東京都大田区蒲田にある弁当屋。1928年（昭和3年）に創業した老舗であり、から揚げ弁当など、鶏肉を使った弁当を主力商品としている。社会人から学生まで、幅広い年代に支持されている。地元住民の他、芸能界にもファンが多く、「楽屋弁当一番人気」「ロケ弁の定番」ともいわれ、テレビ番組でも頻繁に取り上げられている。

## 沿革

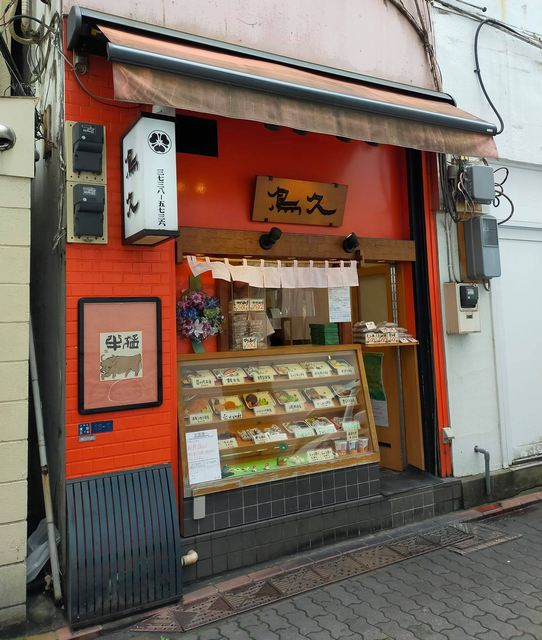
蒲田駅東口店。2021年6月20日撮影。

1928年に、神奈川県横浜市鶴見区で創業した。当初は惣菜屋台であり、リヤカーで鶏肉や鶏油を販売していた。当時は「都鳥（みやこどり）」という屋号だった。戦後に蒲田に移転してから、弁当や惣菜中心の業態に切り替え、から揚げ弁当の販売を開始した。創業者の息子が2代目として店を継いだ後、千葉に養鶏場を構えた。昭和初期は、鶏肉は豚肉や牛肉以上に高価であり、その鶏肉を主商品とした鳥久の弁当は、当時としては高級感のある特別な存在であった。
現在の「鳥久」の屋号は創業者の長男の名前に由来する。戦前には「鳥源」、戦後には「松竹」という屋号も使用していたという。1953年（昭和28年）に有限会社として法人化。昭和20年代当時は鶏肉も親鳥（成鳥）が当たり前の時代であり、から揚げに使用する油も鶏油を使用していたが、使用する肉が若鶏に移行するにつれ白絞油を併用するようになり、昭和40年代に入ると完全に植物油のみに切り替わった。
1962年（昭和37年）、旧国鉄の時代に、東京大田区の蒲田駅の駅ビル（民間経営）と交渉して、駅ビルが国鉄から場所を借りて、駅構内で弁当の販売を開始した。しかし持ち帰り弁当店が一般化する現在とは異なり、まだ弁当は野球場やイベント会場などで食べるものと考えられており、当時はプロ野球の大洋ホエールズやロッテオリオンズが本拠地とした川崎球場での弁当販売、三浦海岸や大磯ロングビーチなどに出店しての販売が主であった。1972年か1973年（昭和47年か昭和48年）頃より、持ち帰り弁当としての販売形式が一般化した。
1980年代初めの頃、TBSのテレビ番組に出演していた横山やすしが、鳥久の弁当を食べたことがあったらしく、その味を褒めて「あれを置いといてくれへんか」と発言したことで、テレビ局へ弁当を届け始めた。これが後のロケ弁人気の始まりとなり、この時期より、テレビ番組の制作者から「使いたい」という話が徐々に聞かれるようになった。以前から球場や海で弁当を販売していたため、注文を受けて配達するベースがあったことが幸いした。しかし当時の鳥久は、駅ビルに店を出していたために、店売りの比率が高かった上、各企業やスポーツ大会などイベントでの注文だけで手一杯の状態であり、他の注文は断らざるを得ない状態であった。それでも横山やすしがTBSの番組で鳥久の弁当を強く希望したため、基本的にはTBSの注文だけを受けて、それ以外のテレビ局は断っていた。
2007年（平成19年）、蒲田駅の駅ビルがグランデュオ蒲田として改装されるにあたり、同2007年7月末をもって、諸々の事情で蒲田駅構内の店を閉店し、駅ビルでの営業から撤退した（グランデュオ#店舗概説_2も参照）。それまで駅ビルの店にかなり重点を置いていたために、駅ビルに代わり、そこまで断ってきたテレビ局の注文を受けることになり、TBS以外のテレビ局からの注文にも対応を開始した。これを機にフジテレビを始め、各テレビ局からの注文が急増した。
2020年（令和2年）以降に新型コロナウイルスの影響が拡大し始めた頃は、他店の休業の影響で客が急増した上、当時はまだソーシャルディスタンスやフェイスシールドといった感染予防策が浸透していなかったため、4月から1か月以上にわたって休業を強いられた。また各種イベントの開催の減少に伴い、売上にも影響があったが、基本的に店頭販売（テイクアウト）の店だったので、影響は非常に少なく済んだ。

休業が開けて営業を再開した後は、悪天候の日でも多くの客が訪れて、1日に2500個から3000個を売り上げるほどの人気を取り戻している。JR蒲田駅より徒歩8分の本店の他、同駅東口にも支店があり、駅に近い東口店は、昼食の時間帯には行列ができるほどの人気がある。2007年に開店した「鳥久惣菜からたつ」では、総菜を単品で販売しており、から揚げだけを求めに訪れる客も多い。

## メニュー

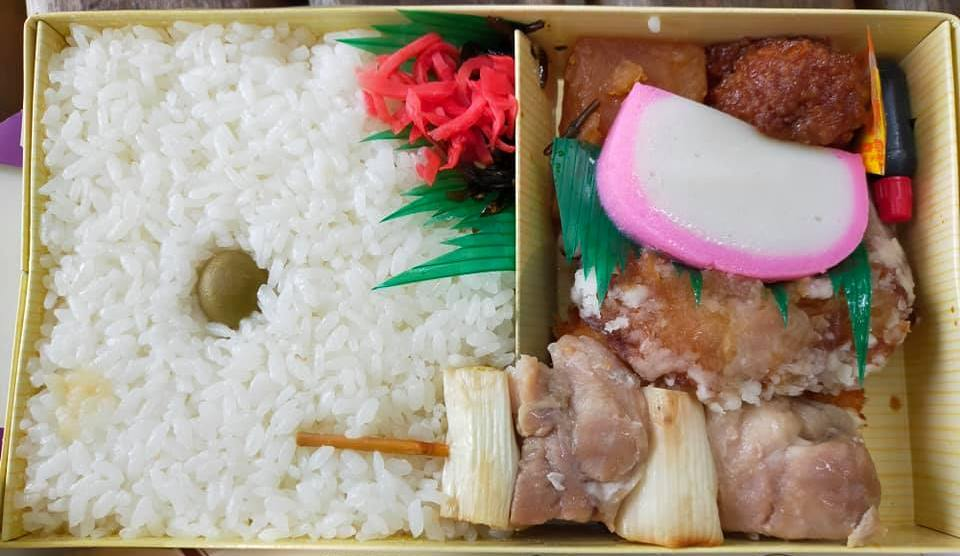
特製弁当。2021年6月20日撮影。

鶏肉料理が主商品であり、から揚げ、チキンカツ、焼き鳥、つくねと、様々な鶏肉料理を楽しむことができる店である。豚肉を使う焼肉弁当と鮭弁当を除けば、主材料はすべて鶏肉であり、メンチカツ、ハンバーグ、焼売にも鶏肉が使われている。2021年（令和3年）時点で最も人気のある弁当は、から揚げ、チキンカツ、焼き鳥などを盛り込んだ特製弁当、最も高価な弁当は幕の内弁当だが、安価でシンプルなのり弁当でも、値段の割にボリュームに富んでいる。
から揚げの粉には、小麦粉ではなく片栗粉を使用しており、白い粉をまぶしたようにも見える、独特の白い衣が特徴である。片栗粉は、肉を素早く衣で包み込み、肉汁を閉じ込めることで美味とする狙いもある。各弁当に共通するおかずである肉団子は、親鶏の肉をブレンドすることで歯ごたえを加え、さらに煮崩れしないよう、揚げてから煮込んでいる。チキンカツにはもも肉ではなく胸肉を使用しており、胸肉は低カロリーで味がさっぱりしている一方、焼くと硬くなりやすいが、揚げることでそれを防ぎ、味を保っている。
鶏肉には、肉質の柔らかなブロイラーを使用している。ブロイラーは茨城産だが、「産地を売りにしたら、入手困難となったときに値段を上げるか、詐称するかで、同じように提供できなくなる」との考えにより、肉も米も敢えてブランドを掲げていない。米はブレンドであり、米穀店に「ブレンドでいいから、美味しいものを」と依頼し、価格の上昇を抑えている。
飯はガス釜で炊き上げる。「弁当の本来の役目は携帯食」と考えたことで、時間が経過した後で食べても美味であることを追求しており、冷めても飯の粒が立っており、これに揚げ物の油が絡み合うことが特徴である。弁当が冷めても、敢えて冷えたままの常温で食べるのが、通の食べ方とされている。
食材以外にも、折詰は保湿性や吸湿性に優れ、且つ可燃ごみとして処理可能な紙製、割り箸は国産で木の廃材を用いたもの、弁当を包装するビニール袋は中の汁気がこぼれにくいようにと、随所に工夫が施されている。

## 芸能界での反響
テレビ局からの注文に応じる以前から、地元・大田区出身の桑野信義が常連としてよく店に通っていた。その後、各テレビ局からの注文への対応を始めたことで、松本人志、マツコ・デラックス、バカリズム、ギャル曽根ら、芸能人のファンも増えている。指原莉乃はそぼろ弁当、後藤輝基（フットボールアワー）や丸山隆平（関ジャニ∞）は鮭弁当を好きな弁当に挙げている。大根仁は、から揚げの衣を包む片栗粉を「ふざけんなよ！ってくらいうまい」、阿川佐和子はシンプルな構成の鮭弁当を「最高です！こういうの、大好き！」と絶賛している。テレビ出演者やスタッフたちからは、「収録時に鳥久の弁当が出るとテンションが上がる」との声もある。
バラエティ番組などのテレビ番組で取り上げられることも多い。2018年（平成30年）2月の『新・週刊フジテレビ批評』（フジテレビ）のコーナー「ハテナTV」で、「テレビ制作現場で人気のロケ弁の調査結果」では、3位にランキングされた。2021年（令和3年）6月の『ワイドナショー』（同）でも、「番組スタッフが選ぶ好きな弁当ランキング」で、鳥久の特製弁当が1位として紹介された。
なお東京都大田区には、蒲田の他に大森にも「鳥久」という店名の弁当業者が存在していた（2021年7月に閉店）。蒲田の鳥久と同じく鶏肉を材料とし、内容も非常に似ていることから、芸能人のSNSでは同じものとして紹介されていることも多い。